# Contra-Pământ

Contra-Pământul este un ipotetic corp ceresc din sistemul solar, fiind prima ipoteză emisă de filosoful presocratic Philolaos pentru a sprijini cosmologia sa non-geocentrică în care toate obiectele din univers gravitează în jurul unui Foc Central. Cuvântul grecesc „Antichthon” înseamnă „Contra-Pământ”.